# Pakhuizen Admiraliteitskade 37
De pakhuizen aan de Admiraliteitskade 37 waren een reeks van vier pakhuizen en aan de Admiraliteitskade in Kralingen, later Struisenburg. De pakhuizen werden gebouwd tussen 1927 en 1928 en zijn in 1982 gesloopt voor nieuwbouw.

## Geschiedenis

### Voor de Tweede Wereldoorlog
In 1927 besloot de Nederlandse firma A. L. van Beek, een naamloos vennootschap dat handelde in tabak, om aan het oosten van de Admiraliteitskade een viertal nieuwe tabakspakhuizen te bouwen. Op donderdagmiddag 3 november 1927 werd om 15:00 uur de eerste steen gelegd door de oudste zoon van de eigenaar van het bedrijf, de toen 15-jarige Herman van Beek. Hij deed dit in het bijzijn van zijn familie en een gedeelte van het personeel. De plechtigheid werd eerder op de dag door de procuratiehouder A. M. van der Neut geopend met een toespraak waarin verteld werd wat de reden voor de bouw van de pakhuizen was, en afgesloten met een toespraak door Herman van Beek. De pakhuizen werden vermoedelijk in de tweede helft van 1928 opgeleverd.
In 1929 publiceerde de socialistische krant Voorwaarts een zogenoemde Hinderwet-lijst. In deze lijst kwam ook de firma van Beek voor wegens de aanvraag van twee elektromotoren voor de aandrijving van een hijslier in het gebouw.

### Tweede Wereldoorlog
Na het bombardement op Rotterdam van 14 mei 1940 waren bijna alle pakhuizen en loodsen binnen de oude Stadsdriehoek verwoest door de bommen en daaropvolgende brand. Hoewel deze vier pakhuizen niet in de Stadsdriehoek zelf stonden, waren ze een van de weinige panden binnen de brandgrens die vrijwel ongeschonden het bombardement hadden doorstaan. Vrijwel bijna alle bebouwing aan de oostzijde van de Admiraliteitskade rondom de pakhuizen was echter wel verwoest.

### Na de Tweede Wereldoorlog
Nadat de Tweede Wereldoorlog was afgelopen met de Bevrijding van de Duitse bezetting in Nederland, ging de firma door met haar activiteiten. In 1958 verscheen de eerste advertentie van het bedrijf in de krant Het Rotterdamsch parool, waarin kort werd aangekondigd dat de firma een "flinke expeditieknecht" zocht. Gedurende de jaren 60 breidde het bedrijf geleidelijk de advertenties uit of paste ze aan met ander taalgebruik. Zo werd in een advertentie in 1966 gevraagd om de "onmiddellijke indiensttreding" van een "nette pakhuisbediende" en in 1969 om "enige pakhuisbedienden". Extra details werden omschreven zoals een "goed loon", een leeftijd "tot 35 jaar", de werktijden en werkdagen en de locatie. In 1970 werd de laatste advertentie geplaatst, waarin enkel om "pakhuisbedienden" werd gevraagd. Hier werd ook het telefoonnummer van de locatie vermeldt.

### Afbraak
In de jaren 70 en 80 werden in het kader van de zogeheten stadsvernieuwing vooroorlogse gebouwen en soms zelfs hele woonwijken gesloopt voor naoorlogse bouwwerken in meerdere steden. Rotterdam was geen uitzondering hierop en eind 1982 besloot de Rotterdamse gemeenteraad om de vier pakhuizen in zijn volledigheid te slopen. Op de plaats van de oude panden is een groot complex van woningwetwoningen verrezen in de brutalistische stijl met een grauwgele baksteenkleur. De woningen zijn ontworpen door architect Van Tilburg en gebouwd door Patrimonium. Enkel de vier namen op de gevel van de nu gesloopte pakhuizen zijn behouden gebleven en op de gevel van het nieuwe woningcomplex geplaatst. De letters hebben een groene kleur.

## Vormgeving en interieur
De pakhuizen zijn gebouwd in de Traditionalistische stijl en zowel ontworpen als gebouwd door de firma N. Tinbergen en Zoon. In totaal bestonden de gebouwen uit zes verdiepingen met vier uitstulpingen waar de namen op stonden, en hadden ze een totale opslag-oppervlakte van 7000 vierkante meter. De voorzijde had een front van 44 meter en was beneden 24 meter diep. De gevels zelf waren simpel van aard en bedekt met lichtelijk traditionele elementen. De begane grond bestond uit grote raampartijen in glasroede opmaak en grote, verticale deuren. De verdiepingen bestonden uit kleine, horizontale raampartijen met een grote, verticale deur in het midden, bestemd voor het in- en uitladen van goederen. Op de zesde verdieping was boven iedere deur een hijsbalk bevestigd. Boven de hijsbalken stonden de vier namen van alle pakhuizen beschreven: Batavia, Medan, Cavalla en Smyrna. De namen verwijzen naar plaatsen in het voormalige Nederlands-Indië en naar twee Griekse plaatsen met de naam Kavala en Smyrna, dat nu bekend staat als İzmir. De namen zijn vermoedelijk in de art deco-stijl opgetrokken. Alle pakhuizen werden gebruikt voor de opslag van ruwe tabak.
De panden bestonden uit een fundering van beton. De vloeren werden tussen de draagmuren gesteund door een ijzerconstructie. Het dak was plat en gemaakt van mastiek.

## Fotogalerij

Fotogalerij
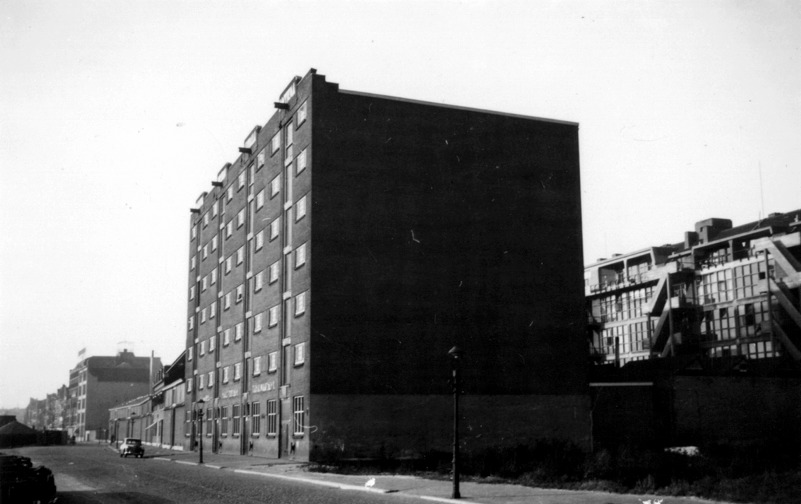
Een aanzicht van de pakhuizen van opzij in 1946.
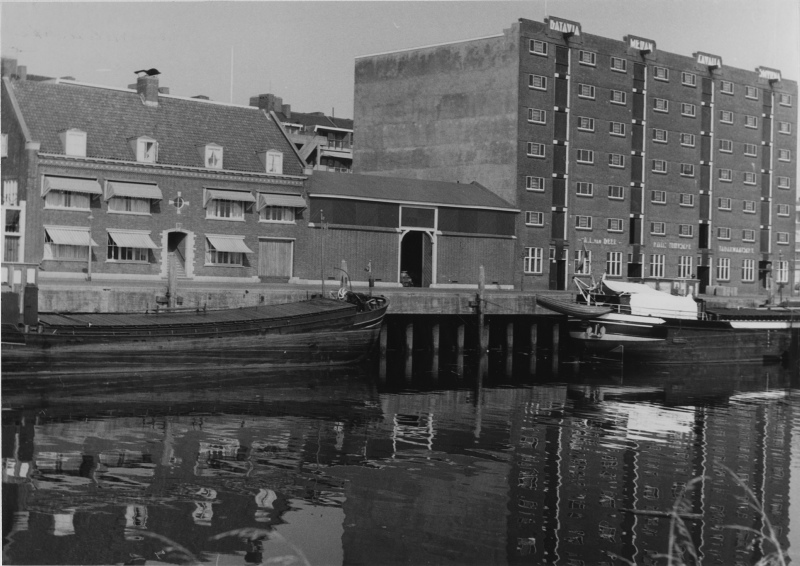
De pakhuizen stonden na de oorlog naast het veel kleinere gebouw van houthandel J. van Schijndel en Co. aan de linkerkant.
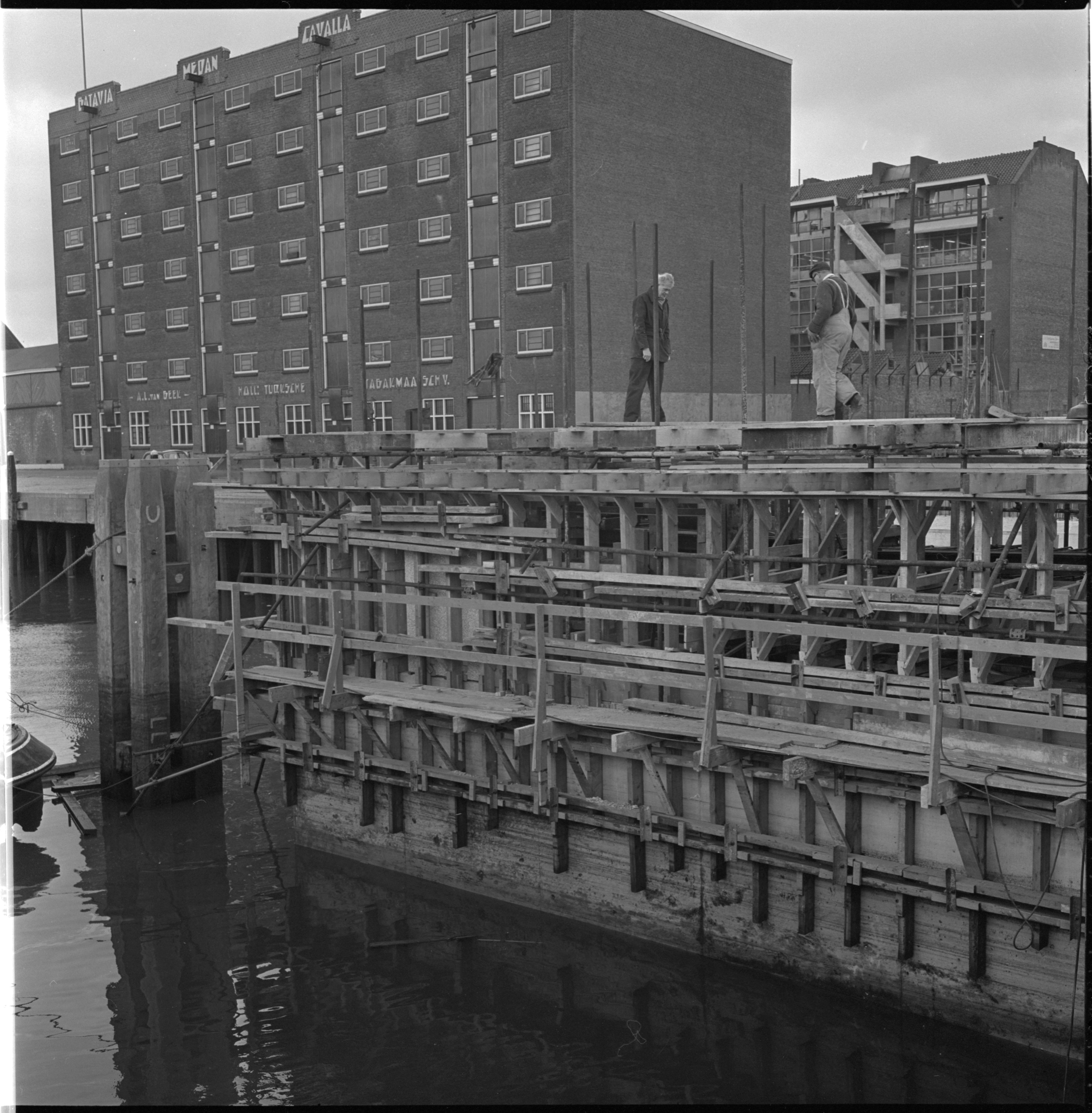
De pakhuizen op de achtergrond tijdens de bouw van de Admiraliteitsbrug in 1964.
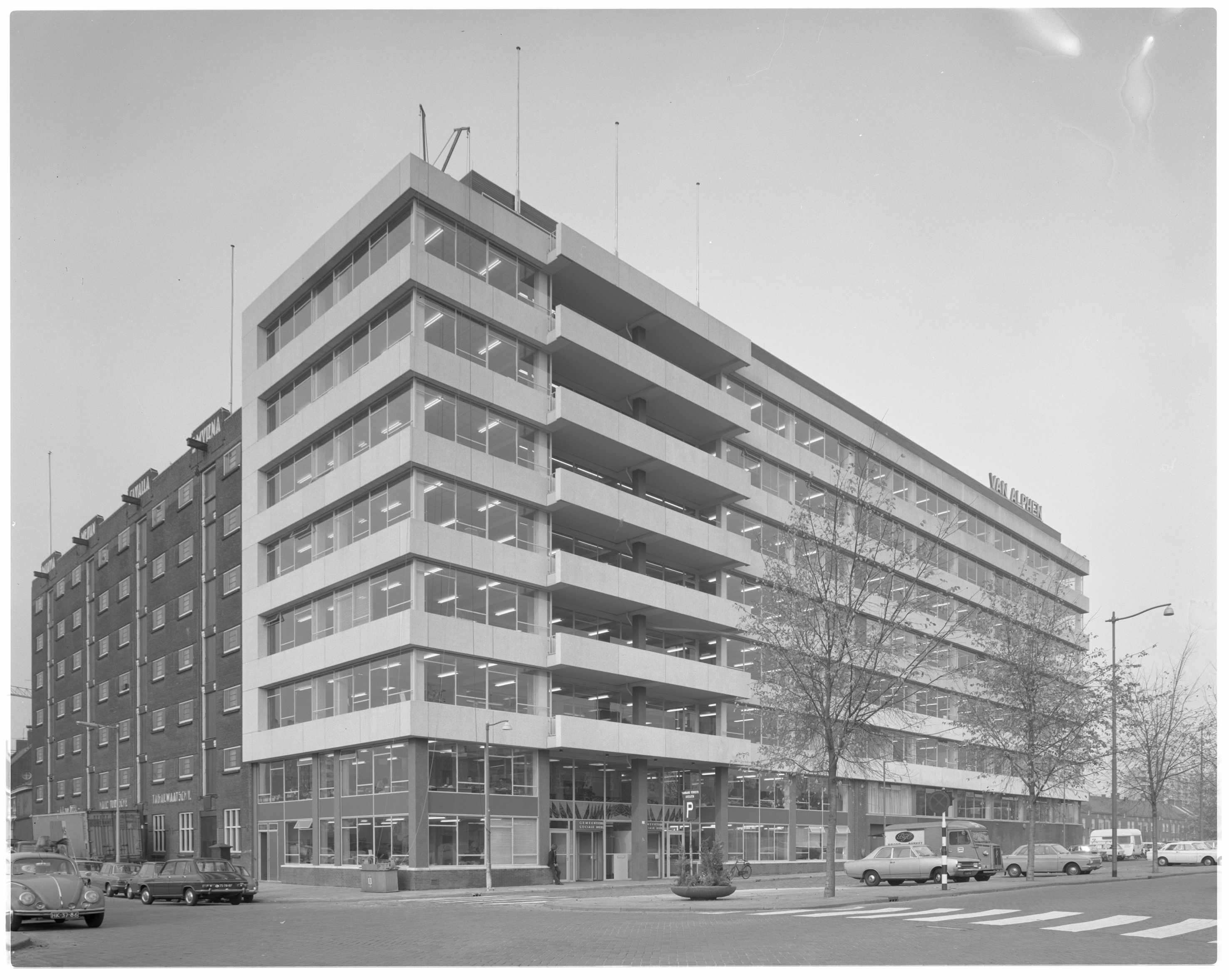
De pakhuizen kruisten het modernistische uitbreidingsgebouw van de Gemeentelijke Sociale Dienst vanaf de jaren 70.
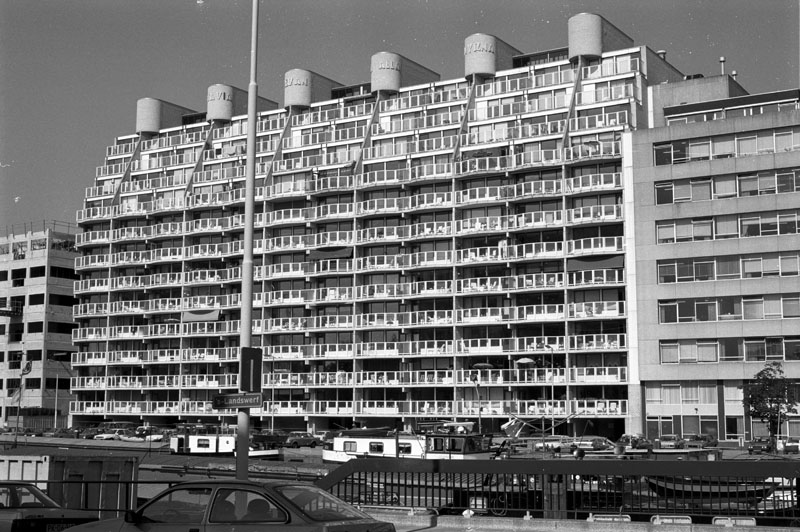
Na de sloop in 1982, werden dit pand met Woningwetwoningen op de plek van de voormalige pakhuizen gebouwd. De letters zijn hier zichtbaar op het dak.
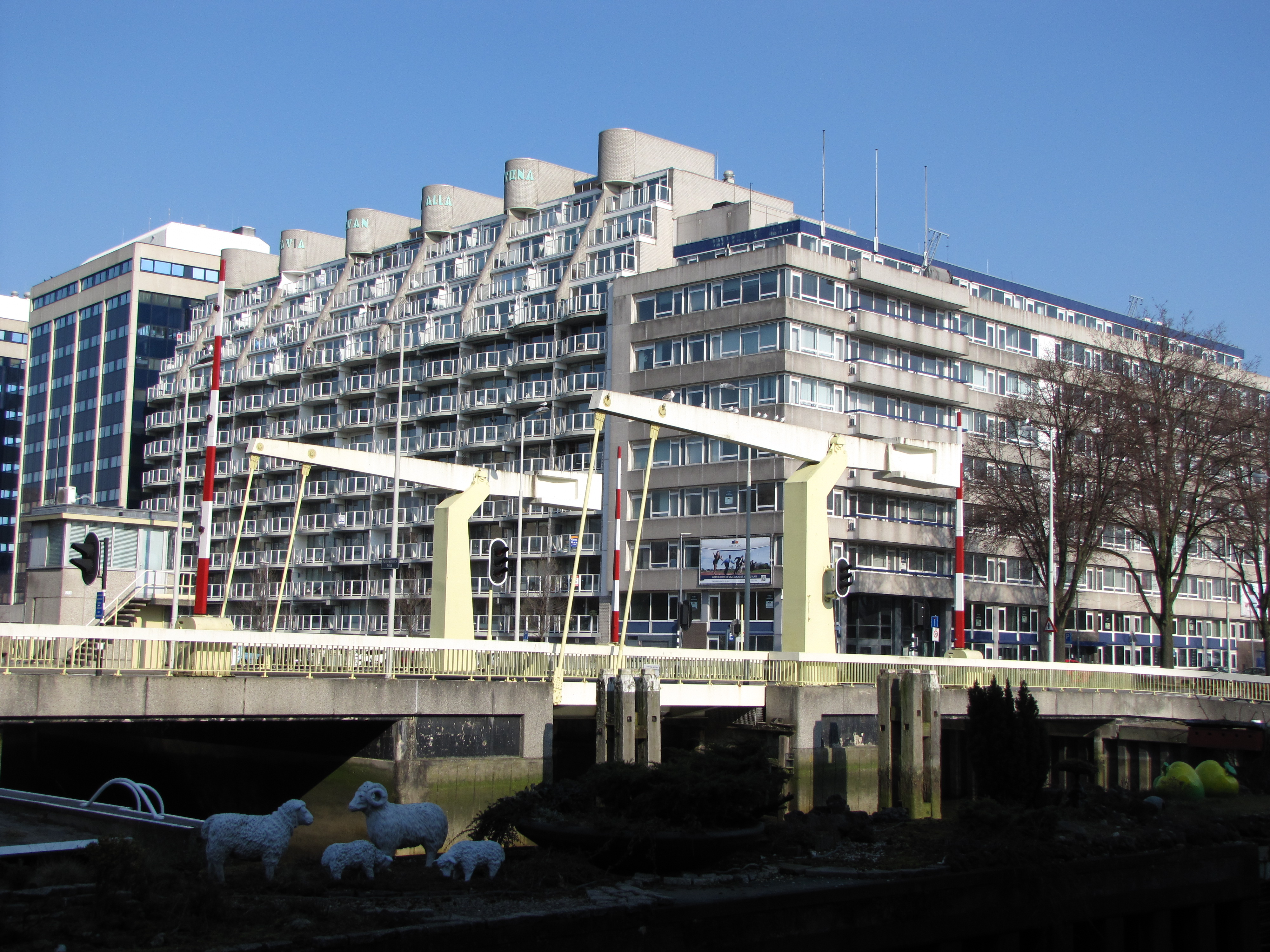
Een kleurenfoto van 2013 geeft de groene letters goed weer.